# Spółgłoska zwarto-szczelinowa dziąsłowa dźwięczna
Spółgłoska zwarto-szczelinowa dziąsłowa dźwięczna – rodzaj dźwięku spółgłoskowego występujący w językach naturalnych, oznaczany w międzynarodowej transkrypcji fonetycznej IPA symbolem [ʣ].

## Artykulacja

### Opis
W czasie artykulacji tej spółgłoski:
- modulowany jest strumień powietrza wydychany z płuc, czyli jest to spółgłoska płucna egresywna
- tylna część podniebienia miękkiego zamyka dostęp do jamy nosowej, jest to spółgłoska ustna
- prąd powietrza w jamie ustnej uchodzi wzdłuż środkowej linii języka – spółgłoska środkowa
- koniuszek języka i jego brzeżek kontaktuje się z dziąsłami – jest to spółgłoska dziąsłowa.
- Dochodzi do całkowitego zablokowania przepływu powietrza przez jamę ustną i nosową, a następnie do przejścia bezpośrednio, bez plozji, do spółgłoski [z].
- wiązadła głosowe periodycznie drgają, spółgłoska ta jest dźwięczna

### Warianty
- wzniesienie środkowej części grzbietu języka w stronę podniebienia twardego, mówimy wtedy o spółgłosce zmiękczonej (spalatalizowanej): [ʣʲ]
- wzniesienie tylnej części grzbietu języka w kierunku podniebienia tylnego, mówimy spółgłosce welaryzowanej: [ʣˠ]
- napięcie mięśni gardła – mówimy o spółgłosce faryngalizowanej [ʣˁ]
- zaokrąglenie warg, mówimy wtedy o spółgłosce labializowanej [ʣʷ]

## Przykłady
- w kanadyjskim wariancie języka francuskiego: education [eʣʏkaˈsjɔ̃]
- w języku macedońskim: ѕвезда [ˈʣvɛzda] "gwiazda"
- w języku polskim: dzwon [ʣvɔn]
- w języku paszto: پنځه [pinʣə] "pięć"
- w języku włoskim: zero [ˈʣɛro]